# Lomis hirta
Lomis hirta is een tienpotigensoort uit de familie van de Lomisidae. De wetenschappelijke naam van de soort werd in 1818 voor het eerst geldig gepubliceerd door Jean-Baptiste de Lamarck.